# John Warnock Hinckley, Jr.
Pour les articles homonymes, voir Hinckley.
Ne doit pas être confondu avec John Warnock.
John Warnock Hinckley, Jr., né le 29 mai 1955 à Ardmore (Oklahoma), est un criminel américain. Après avoir développé une obsession pour l'actrice Jodie Foster, Et le personnage de Travis Bickle dans Taxidriver,  il tente d'assassiner le président des États-Unis Ronald Reagan le 30 mars 1981.
Ronald Reagan survit à la fusillade (il a été touché par la sixième et dernière balle tirée). Les policiers sur place mettent en état d'arrestation John Hinckley et lui évitent un lynchage public. Silencieux dans ses premiers interrogatoires, les écrits et effets personnels retrouvés dans sa chambre d'hôtel et chez ses parents donnent aux enquêteurs toutes les explications de son acte. Touché par l'assassinat de John Lennon, presque en faillite financière, il s'imagine en Travis Bickle du film Taxi Driver. Reconnu non coupable par le jury pour aliénation mentale, il passe plus de trois décennies dans un établissement psychiatrique avant d'en sortir en 2016.

## Biographie

### Jeunesse
John Warnock Hinckley, Junior naît à Ardmore dans l'Oklahoma. Plus jeune des trois enfants de sa famille, John grandit dans une famille aisée au Texas et au Colorado. Enfant discret, il grandit dans une luxueuse maison et étudie dans les établissements les plus élitistes de Dallas.

### Étudiant et compositeur raté
Il échoue à l'Université de Texas Tech où il est peu assidu de 1973 à 1980,,.
Dans l'ombre de son frère et sa sœur, John joue de la guitare et développe un intérêt pour le rock 'n' roll. Il aime écrire des poèmes, des histoires et des sons. En 1976, à 20 ans, il part habiter à Los Angeles dans l'espoir d'y devenir auteur-compositeur mais échoue. Dans les lettres qu'il envoie à ses parents, il raconte son désespoir et réclame de l'argent. Il y parle aussi d'un amour réciproque, une certaine Lynn Collins, qui se révèle plus tard être une pure invention. Il revient chez ses parents à Evergreen, dans le Colorado, avant la fin de l'année. Pendant les années qui suivent, il vit seul pendant quelque temps avant de retourner une nouvelle fois chez ses parents.

### Goût pour la violence et obsession dévorante
Il intègre le Parti nazi américain en 1978 comme « soldat d'assaut », mais son adhésion au parti néo-nazi n'est pas renouvelée l'année suivante du fait de sa « nature violente »,. John Hinckley Jr. est fasciné par les armes à feu, il en achète six en deux ans,.
Après avoir visionné au moins 15 fois le film Taxi Driver,, dans lequel un jeune homme perturbé — lui-même inspiré par l'aspirant assassin Arthur Herman Bremer — interprété par Robert De Niro, projette d'assassiner un candidat à la présidence, Hinckley développe une obsession pour la jeune actrice Jodie Foster, qui y joue le rôle d'une prostituée. Quand elle intègre l'université Yale, Hinckley déménage à New Haven, dans le Connecticut, pour une courte période, afin d'être plus proche d'elle, et commence à lui glisser des poèmes et des messages sous sa porte et à la contacter plusieurs fois par téléphone.
N'arrivant pas à développer des liens plus personnels avec Jodie Foster, Hinckley conçoit des projets tels que détourner un avion ou se suicider devant l'actrice pour attirer son attention. Il finit par être convaincu qu'il peut impressionner la jeune femme et ainsi gagner son cœur en assassinant un président, qui en tant que figure importante, serait son égal.

### Poursuite du président Carter
À cette fin, il pourchasse l'ancien président Jimmy Carter d'État en État. Le 2 octobre 1980, John Warnock Hinckley assiste à un meeting politique du Président Jimmy Carter à Dayton et arrive à l'approcher à portée de bras,. Hinckley a laissé ses trois pistolets dans sa valise à l'hôtel. Cinq jours plus tard, il suit le Président à Nashville mais ne passe pas à l'action. Le 9 octobre, alors qu'il quitte Nashville, il est arrêté pour possession illégale de trois armes, alors qu'il embarque dans un vol pour New York,, puis est relâché après avoir payé une amende, sans être photographié ou que ses empreintes ne soient prises,. Le 13 octobre, quatre jours après la confiscation de ses armes, John Hinckley achète deux pistolets de calibre .22 dans une boutique de Dallas pour 47 dollars chacun,. Une semaine plus tard, il postule pour un travail de journaliste au Rocky Mountain News. En novembre, Hinckley tourne son attention vers le président-élu, Ronald Reagan, se photographiant devant la Maison-Blanche, le théâtre Ford et attendant des heures devant Blair House, la résidence officielle du président-élu, pistolet en poche. Le 8 décembre, il apprend la mort de son idole John Lennon devant la Blair House. Sans argent, il retourne une nouvelle fois chez ses parents. Bien qu'il soit traité en psychiatrie pour dépression, sa santé mentale se détériore. Le jour de la Saint-Valentin 1981, il se tient avec un pistolet à l'endroit de l'assassinat de Lennon mais n'arrive pas à se suicider.
Peu avant d'essayer d'attenter à la vie de Reagan, il écrit à Jodie Foster :

« Ces sept derniers mois, je t'ai laissé des dizaines de poèmes, de lettres et de messages d'amour dans l'infime espoir que tu puisses développer de l'intérêt à mon égard. Bien que nous ayons parlé au téléphone quelquefois, je n'ai jamais eu le courage de simplement te rencontrer pour me présenter. [...] La raison pour laquelle je vais faire cela est que je ne peux plus attendre une seconde de plus pour t'impressionner. »

### Tentative d'assassinat de Ronald Reagan
Le 25 mars 1981, John Warnock Hinckley abandonne sa Plymouth Volaré blanche à proximité de la maison de ses parents dans la banlieue de Denver. Le jeune homme demande à sa mère de l'emmener à l'aéroport pour qu'il puisse aller à Los Angeles,. Son voyage se compose de deux vols, le vol Western Airlines 45 de Denver à Salt Lake City et le Western Flight 257 jusqu'à Los Angeles. Il y voyage sous son propre nom. Le lendemain à 11 h, il monte à bord d'un bus Greyhound à Hollywood et choisit la ligne traversant le nord du pays. À l'arrêt de Salt Lake City, un homme entre et s'assoit à côté de lui,. Celui-ci se fera connaître aux autorités dès le lendemain de la fusillade pour témoigner. La traversée des États-Unis en bus fait passer Hinckley par Las Vegas, Cheyenne, Chicago, Cleveland puis Pittsburgh. Il y change de bus pour arriver à Washington le 28 mars après trois jours de voyage. Vers 13 h, il commande un cheeseburger dans un restaurant du terminal. Dans l'après-midi, il réserve une chambre au Park Central Hotel, au croisement de la 18th et de G Street dans le quadrant Northwest de la capitale, en face des quartiers généraux des services secrets. Le matin de l'attentat, Hinckley prend son petit-déjeuner en bas de l'hôtel, au Kay's Sandwich Shoppe, au milieu de la foule le long de la vitre du café. Lorsque la femme de ménage entre dans sa chambre à 1 h 15, il répond et reste impassible, sans expression. Il prend une veste dans la poche droite de laquelle il a mis un pistolet chargé, ainsi qu'un pin's de John Lennon dans la poche gauche, et il quitte sa chambre pour se diriger vers le Washington Hilton Hotel.
Son taxi le dépose à proximité de l'hôtel Hilton. Alors qu'il marche vers le Hilton, il aperçoit une foule de journalistes et de spectateurs attendant le président derrière une corde noire. John Hinckley rejoint le groupe et est présent cinq minutes plus tard lorsque le Président arrive à 13 h 51,,. Reagan regarde la foule un instant et entre dans l'hôtel. Pendant le discours, Hinckley flâne dans l'accueil de l'hôtel avant de retourner dans la foule à l'extérieur. Alors qu'il attend, il crie sur les journalistes qui cherchent à avoir le meilleur point de vue pour garder un bon champ de vision,. Il est placé entre un cadreur et le mur de l'hôtel lorsque le président sort, et vide à ce moment-là le chargeur de son pistolet.
Le 30 mars 1981, Hinckley tire donc six coups de revolver sur le président Ronald Reagan, lorsque celui-ci quitte l'hôtel Hilton de Washington après y avoir donné un discours politique. Son arme est un Röhm RG-14 (en) de calibre .22, qui lui a coûté 98,80 dollars. Aucune des balles ne touche directement Reagan mais la dernière rebondit sur le blindage de la limousine et frappe le président à la poitrine. Les premières balles blessent l'attaché de presse James Brady, l'agent de police Thomas Delahanty et l'agent des services secrets Tim McCarthy. Hinckley ne tente pas de fuir et est immédiatement arrêté.
Reagan survit à ses blessures (notamment un poumon transpercé) après avoir été opéré à l'hôpital universitaire George Washington. Les trois autres blessés par balles survivent également, mais le porte-parole de la Maison-Blanche James Brady souffre de graves problèmes neurologiques et doit se déplacer en fauteuil roulant pendant de nombreuses années. De plus, pendant une dizaine d'années, il est incapable de prononcer correctement une phrase ou de travailler.

### Arrestation et interrogatoire
Arrêté dans les secondes suivant la fusillade, Hinckley est immédiatement emmené dans les quartiers généraux de la police de Washington,. Gardé environ une heure dans une salle d'interrogatoire en attendant de déterminer quel service de police va être chargé de l'affaire, le suspect demande un avocat avant de se taire,. Charles Ruff prend la décision de donner l'affaire au FBI,. À 5 h 19, un convoi de dix voitures escortées par deux agents du FBI à moto dirige Hinckley vers le bureau principal du FBI à Washington.
Le 2 avril, Hinckley est envoyé à Butner en Caroline du Nord pour subir une expertise psychiatrique. Il est ensuite détenu à la base militaire du Corps des Marines de Quantico. En août, 13 chefs d'inculpation sont retenus contre lui. Le premier, la tentative d'assassinat sur le Président, lui fait encourir une peine de prison à vie. Il tente de se suicider à deux reprises pendant son emprisonnement, la première fois en mai 1981 en avalant un grand nombre de cachets de Tylenol (du simple paracétamol), et la deuxième fois six mois plus tard en se pendant aux barreaux de sa cellule après avoir coincé la porte de sa cellule avec une boîte de biscuits ,.

### Procès
Au cours du jugement en 1982, chargé de trente chefs d'inculpation, Hinckley est déclaré non coupable car jugé pénalement irresponsable pour raison psychiatrique. Hinckley est confiné à l'hôpital Sainte Elizabeth de Washington. Il est autorisé à quitter l'hôpital pour des visites surveillées avec ses parents en 1999 et des permissions non surveillées, plus longues, en 2000. Ces droits lui sont retirés lorsqu'on trouve des objets liés à Jodie Foster à l'hôpital. Considérant qu'il n'est plus une menace pour les autres, le tribunal fédéral de Washington ordonne sa libération encadrée de nombreuses mesures de restriction en août 2016. Cette libération est effective le 10 septembre 2016, John Warnock Hinckley Jr devant résider pendant un an chez sa mère.
Taxi Driver a été projeté comme pièce à conviction devant le jury chargé de juger Hinckley,.

### Hôpital psychiatrique
Le jour même du verdict de non-culpabilité pour aliénation mentale, le juge Barrington D. Parker envoie John Warnock Hinckley dans l'établissement psychiatrique de St. Elizabeths Hospital pour une évaluation de son état mental. En se fondant sur un dossier de 18 pages des psychiatres de l'hôpital, il le place dans l'établissement pour une durée indéterminée,. Tous les six mois, Hinckley a la possibilité de demander de sortir. Dans les semaines suivant le verdict, il continue de faire parler de lui en défendant la défense pour folie et en menaçant de mort Jodie Foster dans un poème publié par The National Enquirer et par une lettre demandant à une femme de tuer l'actrice. Ses contacts avec les journalistes sont alors limités pour l'hôpital, ses lettres sont lues avant d'être envoyées. Mécontent de cette situation, Hinckley contacte l'Union américaine pour les libertés civiles pour demander une assistance juridique.
En février 1983, John Warnock Hinckley tente de se suicider. Il est retrouvé semi-conscient sur le sol de sa chambre dans un état grave. En avril, ses parents enregistrent une entrevue télévisée avec Barbara Walters dans laquelle ils défendent un enfant heureux qui s'est refermé sur lui au lycée. Sa mère le décrit comme démotivé et déprimé. Si leur enfant consulte un psychologue, il ne le pense qu'immature et non dangereux. En juillet, Hinckley répond à une lettre d'un journaliste du quotidien The New York Times en se disant inoffensif et qu'il n'est pas suicidaire désormais.
Après avoir demandé de pouvoir voter par correspondance depuis l'hôpital en septembre 1984, John Hinckley ne s'inscrit pas à temps pour pouvoir voter pour l'élection présidentielle américaine de 1984. Début octobre, le droit d'avoir un accès illimité aux téléphones et journalistes et le droit de promenade dans la cour de l'hôpital lui sont refusés par le juge Barrington D. Parker, suivant les avis des psychiatres. Il continue à faire parler de lui médiatiquement en diffusant une lettre dans laquelle il compare son confinement dans l'hôpital psychiatrique à l'exil du soviétique Andreï Sakharov.
Il en sort en 2016, et vit chez sa mère. Il est soumis à un contrôle strict des autorités (interdiction de possession d'arme, de parler à la presse ou d'effacer son historique de navigation, par exemple) jusqu'au 15 juin 2022, date à laquelle prend effet sa libération inconditionnelle.

### Vidéographie
- (en) Shooting of Ronald Reagan, de National Geographic, coll. « How it Was », 2013, 46 minutes.
- Killing Reagan : The Shot That Shocked a Nation and Changed History, de National Geographic (prod.) et de Rod  Lurie (réal.), scénario de Bill  O'Reilly, 16 octobre 2016, 100 minutes.